# 澎湖縣鄉道
澎湖縣鄉道在1961年始有編制存在，今日系統於1983年大致定型，共計36條。全縣各鄉鎮內均有鄉道分佈，路網以本島為主，本島多數鄉道為縣道間或縣道與內部聚落聯絡的路線。七美鄉、望安鄉以及虎井嶼則各有一條。